# Giligammes
Els giligammes (llatí: Giligammae, grec antic: Γιλιγάμμαι) foren una tribu líbia esmentada per Heròdot que habitava a la part oriental de la Cirenaica, el districte de la Marmàrica. Vivien entre els adirmàquides i els asbites, amb els quals limitaven devers per l'illa Afrodisíade, no lluny de Derna. Vivien a l'interior, car els grecs ocupaven la costa i els havien empès cap a l'interior.
Després de la descripció d'Heròdot no els torna a esmentar cap altre autor, i a tots els autors posteriors aquella zona és habitada pels marmàrides (que donaren nom a la Marmàrica); bé es pot tractar d'un nom diferent pel mateix poble, bé d'un altre poble que els desplaçà o assimilà. Hom ha proposat, per altra banda, d'identificar-los amb els qeheq que apareixen a les fonts egípcies com a libis.